# 혜문후
혜문후(惠文后)는 진 혜문왕의 왕후이며, 진 무왕의 어머니이다.

## 가족관계
- 남편: 진 혜문왕
  - 아들: 진 무왕